# Friderik
Friderik je moško osebno ime.

## Izvor imena
Ime Friderik izhaja iz nemškega imena Friedrich, ki ga razlagajo kot zloženko iz starovisokonemških besed fridu v pomenu »mir, obramba« in rîchi v pomenu »mogočen; knez«.

## Različice imena
- moške različice imena: Fred, Fredi, Fredo, Fredrik, Fric, Fridi, Frido, Fridolin
- ženske različice imena: Frida, Friderika, Fridolina

## Tujejezikovne oblike imena
- pri Angležih: Frederic, Frederik, Fred, Freddy, Frederick, Rico
- pri Nemcih: Friedrich, Fritz, Fredi, Fredy
- pri Madžarih: Frigyes
- pri Italijanih in Špancih: Federico
- pri Francozih: Frédéric (Frederique - ž.)
- pri Kataloncih: Frederic
- pri Portugalcih: Frederico, Fradique
- pri Poljakih: Fryderyk
- pri Čehih: Bedřich
- pri Švedih: Fredrik
- pri Nizozemcih: Frederick, Frederik, Fred, Frits, Freek, Rik, Fedde
- pri Norvežanih, Dancih in Fincih: Frederik
- pri Fincih: Fredrik, Veeti, Rieti, Sparksy
- pri Islandcih: Friðrik
- pri Estoncih: Priidu, Priit, Priidik, Preedik, Reedik
- pri Latvijcih: Frīdrihs, Fricis, Frīdis, Freds, Fredijs, Frederiks
- pri Litovcih: Frederikas
- pri Rusih: Фридрих (Fridrih), Фредерик (Frederik)
- pri Hrvatih: Fridrik, Miroslav
- pri Srbih: Fridrih, Miroslav

## Pogostost imena
Po podatkih Statističnega urada Republike Slovenije je bilo na dan 31. decembra 2007 v Sloveniji število moški oseb z imenom Friderik: 583.

## Priimki nastali iz imena
Iz imena Friderik in njegovih različic so nastali tudi piimki kot npr.: Fric, Fritz, Fricelj, Friderik, Fridel, Fridolin in drugi.

## Osebni praznik
Friderik je ime svetniku, to je Friderik škof in mučenec iz Utrechta na Nizozemskem, ki je živel v 9. stoletju (god 18. julija).

## Zanimivost
Pogostost imena Friederich in njegove skrajšane oblike Fritz pri Nemcih je bila osnova za nastanek več izrazov in fraz. Tako je slovenska beseda fric slabšalno ime za »nemškega vojaka«.